# Johann George Friedrich von Scheliha
Johann George Friedrich von Scheliha (geb. 11. September 1738; gest. 25. März 1806 in Ober-Alt-Wohlau, Provinz Schlesien) war ein preußischer Landrat.

## Herkunft und Leben
Johann George Friedrich von Scheliha war der Sohn von Carl Wenzel von Scheliha (1705–1778), Kreisdeputierter, Landesältester und Erbherr auf Wirsebinge und dessen Ehefrau Eleonore Hedwig (1712–1775), geb. von König. Johann George besuchte zunächst von 1757 bis 1759 die Ritterakademie in Liegnitz. Im Anschluss begann er seine Karriere in der Preußischen Armee, wo er in das Infanterie-Regiment von Forcade eintrat. Als Folge einer Verletzung, die er sich in der Schlacht bei Torgau zugezogen hatte, musste er später im Rang eines Capitains vom Militärdienst verabschiedet werden. 1774 wurde er Marschkommissar im Kreis Breslau und 1775 bat er um das Amt des verstorbenen Landrats des Kreises Wohlau Ernst Sigismund von Uechtritz.
Friedrich II. ließ ihn wissen, dass er eine erfolgreiche Wahl durch die Stände vorweisen müsse, um das Amt als Landrat zu bekommen. Unter Hinweis seiner seit 1764 anhaltenden Tätigkeit als Kreisdeputierter und der nun erfolgreichen Wahl durch die Stände zum neuen Landrat des Kreises Wohlau, ersuchte er 1782 nochmalig beim König um Zustimmung. Mittels Ordre vom 11. November 1782 wurde er schließlich zum neuen Landrat des Kreises Wohlau ernannt. Er trat damit die Nachfolge von Hans Heinrich von Unruh an. In der Nacht vom 21. auf den 22. März 1805, als von Scheliha und ein Steuereinnehmer sich auf einem Ball befanden, wurde in Wohlau die Kreiskasse mit 1669 Talern gestohlen. Nach dem Diebstahl wurde der Steuereinnehmer umfänglich und von Scheliha subsidiär vom Fiskus in Regress genommen. Das Amt als Landrat übte von Scheliha bis zum Jahr 1806 aus, als er an den Folgen eines epidemischen Fiebers starb.

## Persönliches
Johann George Friedrich von Scheliha war Besitzer der Güter Heidersdorf sowie Ober- und Nieder-Alt-Wohlau. Er war in erster Ehe seit November 1761 mit Christiane Louise Eleonore (1738–1781), geb. von Gebelzig, verheiratet. In zweiter Ehe vermählte er sich im Januar 1784 mit Charlotte Elisabeth, geb. Freiin von Zedlitz. Eine Tochter aus dieser Ehe war Wilhelmine Friederike Christiane Henriette von Scheliha (1786–1856).